# Natalia Kurova
Natalia Kurova (en ruso: Наталья Курова; también conocida por su nombre de casada Natalia Artamónova; Moscú, URSS, 22 de abril de 1962) es una deportista soviética que compitió en patinaje de velocidad sobre hielo.
Ganó una medalla de bronce en el Campeonato Europeo de Patinaje de Velocidad sobre Hielo de 1986. Participó en los Juegos Olímpicos de Sarajevo 1984, ocupando el séptimo lugar en la prueba de 1500 m.

## Palmarés internacional
| Campeonato Europeo | Campeonato Europeo     | Campeonato Europeo | Campeonato Europeo    |
| Año                | Lugar                  | Medalla            | Prueba                |
| ------------------ | ---------------------- | ------------------ | --------------------- |
| 1986               | Geithus (Países Bajos) | Medalla de bronce  | Clasificación general |